# Jean-Baptiste Prudhomme
Pour les articles homonymes, voir Prudhomme et Prud'homme.
Jean-Baptiste Prudhomme est un homme politique français né le 20 avril 1802 à Horbourg (Haut-Rhin) et décédé le 15 octobre 1865 à Colmar (Haut-Rhin).
Notaire et riche propriétaire, il est conseiller général et député du Haut-Rhin de 1848 à 1851, siégeant à droite.

## Sources
- « Jean-Baptiste Prudhomme », dans Adolphe Robert et Gaston Cougny, Dictionnaire des parlementaires français, Edgar Bourloton, 1889-1891 [détail de l’édition]
- Olivier Conrad, « Germain Auguste Jean-Baptiste Prudhomme », in Nouveau dictionnaire de biographie alsacienne, vol. 30, p. 3055